# Urdarmåne
En urdarmåne var i folktron under medeltiden ett järtecken. När en halvmåne vandrade sades det båda farsot. Det är inte känt hur denna rädsla för en urdarmåne har uppstått, men Urd var en av nornorna i nordisk mytologi och hennes namn kan härledas ur gammalt germanskt ord för olycksöde. Om urdarmåne var ett ovanligt himlafenomen så bör det inte ha syftat på den vanliga halvmånen, utan något mycket mer ovanligt. Om urdarmånen dessutom låg vågrätt på himlen i norden kan fenomenet eventuellt avsett en partiell månförmörkelse. En sådan inträffade den 16 augusti 2008. Då lyste månen som en halvmåne i vågrätt läge.